# Berry Spur
Der Berry Spur ist ein überwiegend vereister Felssporn im ostantarktischen Viktorialand. An der Westseite der Royal Society Range ragt er zwischen dem McDermott- und dem Comberiate-Gletscher auf.
Das Advisory Committee on Antarctic Names benannte ihn 1994 nach Russell D. Berry, Kartograf des United States Geological Survey und Mitglied des Satellitenvermessungsteams auf der Amundsen-Scott-Südpolstation im antarktischen Winter 1983.